# Annœullin
Annœullin (Nederlands: Ennelin) is een gemeente in het Franse Noorderdepartement (Frans: département du Nord) (regio Hauts-de-France). De gemeente telde op 1 januari 2022 10.887 inwoners en maakt deel uit van het arrondissement Rijsel. Ten noordoosten van Annœullin loopt de gekanaliseerde Deule.
In een ver verleden had het dorp een meer Vlaamsklinkende naam; in de 12e eeuw werd Ennelin of Aneulin geschreven.

## Geschiedenis
Vroeger behoorde het dorp Don (Nederlands: Donk) aan de Deule tot de gemeente. In 1948 werd Don afgesplitst als zelfstandige gemeente.

## Geografie
De oppervlakte van Annœullin bedroeg op 1 januari 2022 9,01 vierkante kilometer; de bevolkingsdichtheid was toen 1.208,3 inwoners per km².

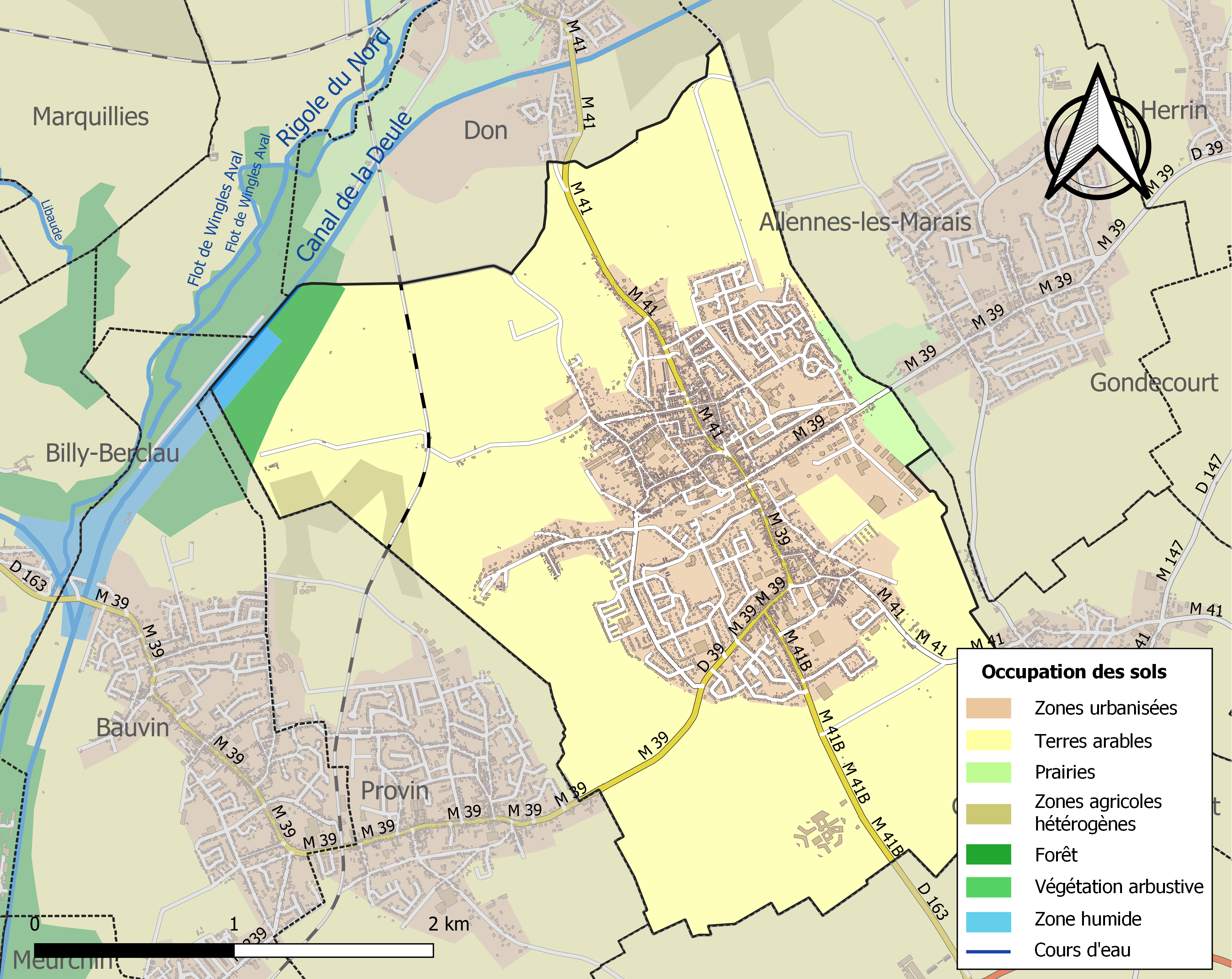
Kaart van de gemeente met belangrijkste infrastructuur, bodemgebruik en omliggende gemeenten

## Bezienswaardigheden
- De Église Saint-Martin
- De Église Sacré-Cœur uit het begin van de 20ste eeuw
- Het Deutscher Soldatenfriedhof Annœullin, een Duitse militaire begraafplaats met meer dan 1600 gesneuvelden uit de Eerste Wereldoorlog. Op de gemeentelijke begraafplaats van Annœullin bevinden zich drie Britse oorlogsgraven uit de Tweede Wereldoorlog.

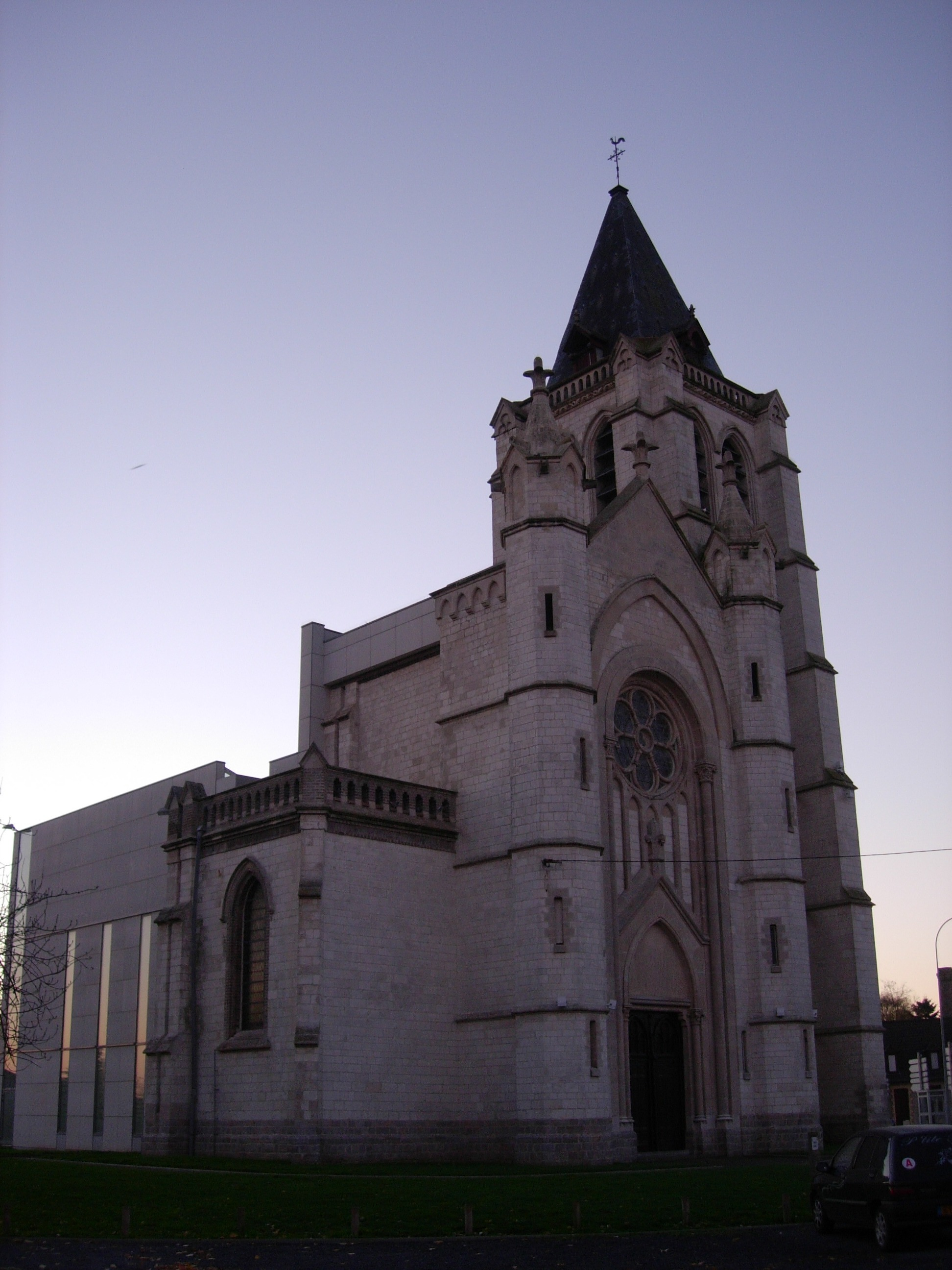
Église Saint-Martin

## Demografie
Onderstaande figuur toont het verloop van het inwonertal (bron: INSEE-tellingen).